# Mozarteum
Die Universität Mozarteum Salzburg, allgemein Mozarteum genannt, ist eine Salzburger Universität für Musik, Schauspiel und Regie, Musik- und Tanzpädagogik sowie Bildnerische Erziehung. Als Mozarteum werden auch die Vorgängerinstitutionen bezeichnet, die seit 1841 bestanden.
Die Internationale Stiftung Mozarteum ist kein Bestandteil der Universität, sondern ein eigenständiger Verein, der unter anderem Konzerte veranstaltet, Autographe archiviert und Mozart-Museen in Salzburg unterhält.

## Geschichte
Am 22. April 1841 wurde in Salzburg der „Dommusikverein und Mozarteum“ als Konservatorium und zur Sammlung alter Mozart-Dokumente gegründet. Im Jahr 1880 ging, aus der anfangs einfachen Schulform, die ambitioniertere Öffentliche Musikschule Mozarteum hervor, die Vorläuferin der heutigen Kunsthochschule. 1914 wurde die Musikschule als Konservatorium „Mozarteum“ mit Öffentlichkeitsrecht anerkannt. Im Weiteren nannte man das Konservatorium ab 1939, nach dem Anschluss Österreichs, Reichshochschule Mozarteum, ab 1945 Musikhochschule.
1953 wurde die Hochschule zur Akademie für Musik und darstellende Kunst „Mozarteum“ in Salzburg. Im Jahr 1970 wurde die Akademie wiederum zur Hochschule umbenannt und hieß nun Hochschule für Musik und darstellende Kunst „Mozarteum“ in Salzburg. Seit 1998 heißt die Hochschule Universität Mozarteum Salzburg.

## Ausbildungsgänge
Die Universität Mozarteum unterrichtet das Musizieren auf Musikinstrumenten (Streich-, Zupf-, Blas-, Schlag- und Tasteninstrumente), Gesang, katholische und evangelische Kirchenmusik, Dirigieren, Komposition und Musiktheorie, jeweils in den Bereichen Konzertfach und Musikpädagogik (Lehramtsstudium). Im Bereich des Lehramts sind neben Musikerziehung (Instrumental-/Gesangspädagogisches Studium, IGP) auch Musik- und Bewegungserziehung, Bildnerische Erziehung, Werkerziehung und Textiles Gestalten angesiedelt. Ferner gibt es Ausbildungsgänge für Schauspiel, Regie und Bühnengestaltung.
Die Universität Mozarteum verfügt über das Promotionsrecht (Doctor of Philosophy, Ph.D.). Das diesbezügliche Doktoratsstudium ist in den Abteilungen für Musikwissenschaft und Musikpädagogik (in Salzburg und Innsbruck) angesiedelt.

## Einrichtungen

### Gebäude

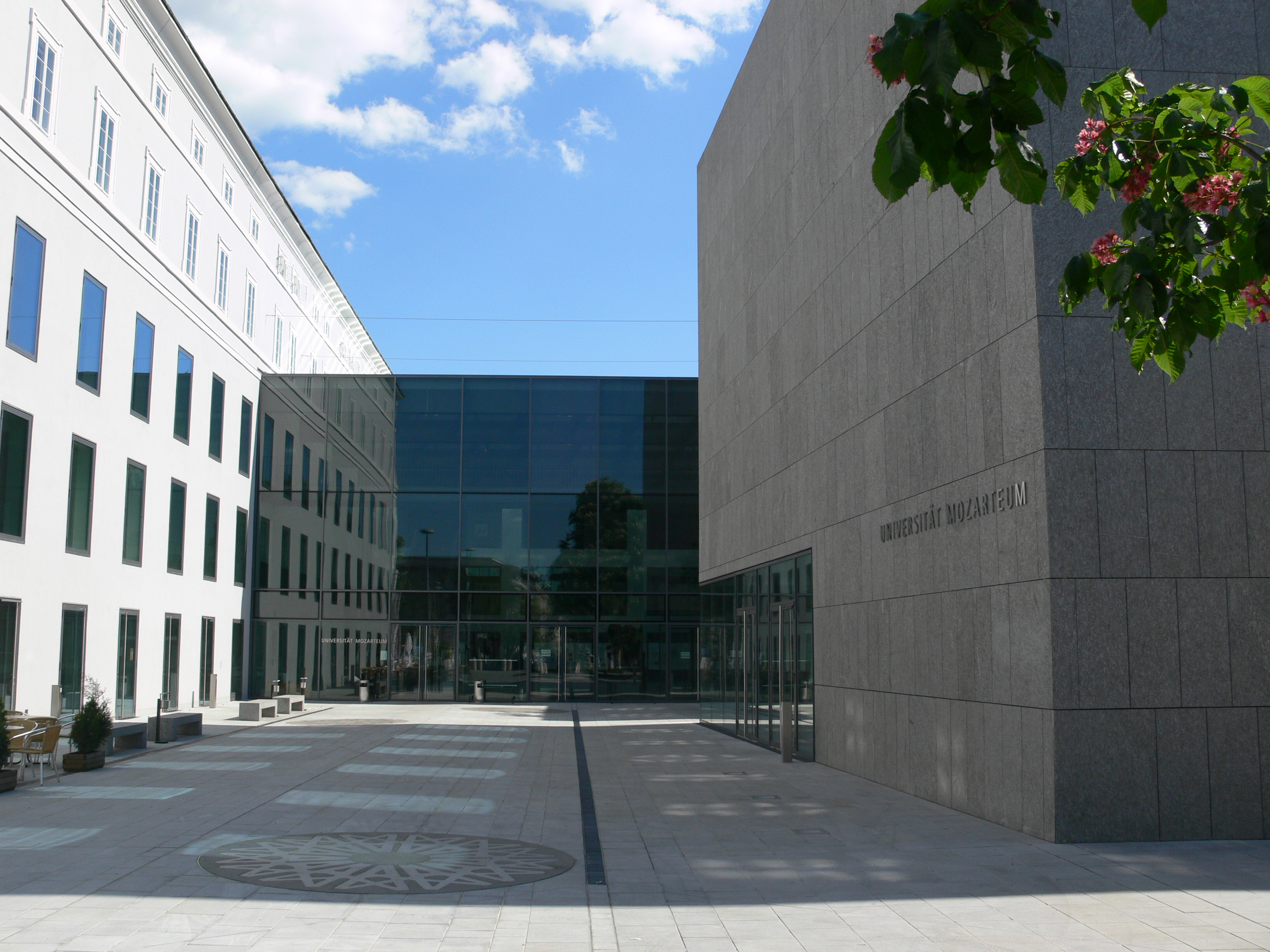
Haupteingang (geradeaus) und Solitär (rechts, =
Kammermusiksaal)

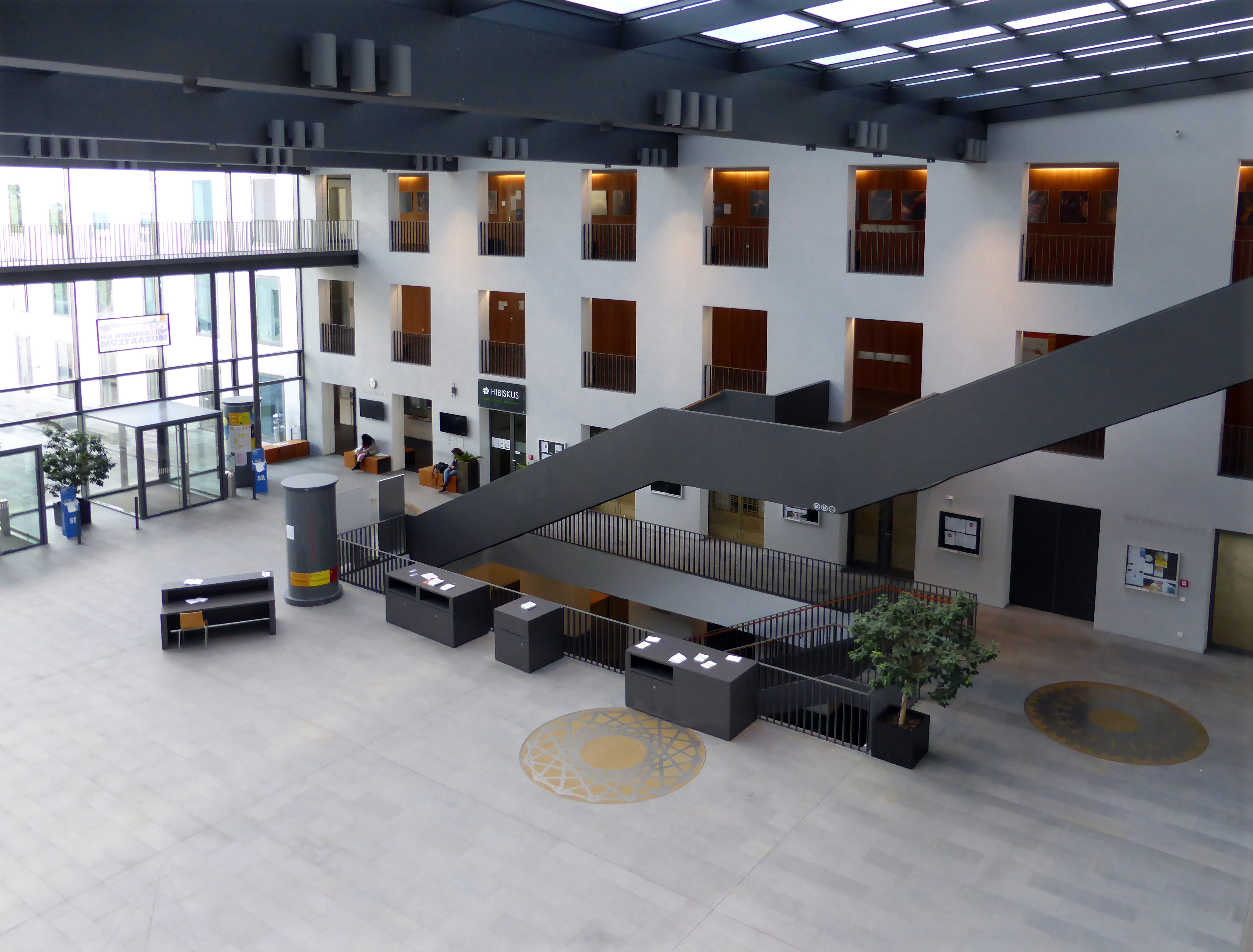
Foyer

Das Hauptgebäude der Universität ist das Neue Mozarteum am Mirabellplatz 1 in der rechten Hälfte der Salzburger Altstadt. Der Mirabellgarten ist unmittelbar benachbart. 1978 entstand das erste Neue Mozarteum durch Adaptierung des Paris Lodronschen Primogeniturpalastes und Errichtung eines Neubaus. Wegen Verdachts auf krebsauslösende Schadstoffe wurde das Gebäude 1998 geschlossen. 2004 begannen umfangreiche Renovierungen. Bei der Wiedereröffnung im September 2006 präsentierte sich das Neue Mozarteum in völlig neuer Gestalt.
Das Schloss Frohnburg beherbergt neben einem Studentenwohnheim das Orff-Institut für das Orff-Schulwerk. In Innsbruck wird eine Expositur (Zweigniederlassung) mit der Abteilung für Musikpädagogik geführt, dort seit 2018 im Haus der Musik.

### Departments
Departments im Bereich Musik:
- I Komposition und Musiktheorie
- II Tasteninstrumente
- III Streich- und Zupfinstrumente
- IV Blas- und Schlaginstrumente
- V Gesang
- VI Oper und Musiktheater
- IX Musikwissenschaft
- X Musikpädagogik Salzburg
- XI Musikpädagogik – Standort Innsbruck
- XIII Dirigieren, Chorleitung, Blasorchesterleitung
- XIV Elementare Musik- und Tanzpädagogik – Orff Institut
- XV Alte Musik

Departments im Bereich Theater:
- VII Schauspiel, Regie und Applied Theatre – Thomas Bernhard Institut[6]
- VIII Bühnen- und Kostümgestaltung, Film- und Ausstellungsarchitektur

Department im Bereich Bildende Kunst:
- XII Bildende Künste und Gestaltung

### Institute
- Institut für Neue Musik
- Sándor Végh Institut für Kammermusik
- Institut für Musikalische Rezeptions- und Interpretationsgeschichte (IMRI)
- Leopold Mozart Institut für Begabungsförderung
  1. Pre-College Salzburg
  2. Hochbegabungsförderung
- Institut für Spielforschung
- Thomas Bernhard Institut für Schauspiel, Regie und Applied Theatre
- Institut für Gleichstellung und Genderstudies

### Besondere Einrichtungen
- Kooperationsschwerpunkt Wissenschaft und Kunst
- School of Musik and Arts Education (SOMA)
- Mozartforum

### Universitätsorchester
Im Sinfonieorchester der Universität Mozarteum erleben die Studenten renommierte Dirigenten, in der Vergangenheit zum Beispiel Nikolaus Harnoncourt, Michael Gielen, Peter Schneider, André Previn und Cornelius Meister. Seit Oktober 2015 leiten Bruno Weil, Reinhard Goebel und Johannes Kalitzke das Orchester und verantworten die Ausbildung der Dirigierstudenten.
Das heutige Universitätsorchester ist nicht mit dem Mozarteumorchester Salzburg zu verwechseln, dem Symphonieorchester von Stadt und Land Salzburg. Dieses war ursprünglich das Orchester der Studierenden der Musikschule und der späteren Akademie Mozarteum. Im Jahr 1939 wurde es jedoch zu einem selbständigen Orchester von Berufsmusikern.

## Personen
Für die Funktionsperiode 2023 bis 2028 wurde Karlheinz Töchterle Vorsitzender des Universitätsrates und Rosa Reitsamer dessen Stellvertreterin. Weitere Mitglieder wurden Thomas Rietschel, Sarah Wedl-Wilson und Silvia Grünberger.

### Rektoren
- 1841–1861: Alois Taux
- 1861–1868: Hans Schläger
- 1868–1880: Otto Bach
- 1880–1907: Joseph Friedrich Hummel
- 1907–1911: Josef Reiter
- 1911–1914: Paul Graener
- 1914–1917: Franz Ledwinka
- 1917–1939: Bernhard Paumgartner
- 1939–1945: Clemens Krauss
- 1946–1959: Bernhard Paumgartner
- 1959–1964: Eberhard Preußner
- 1964: Heinz Scholz
- 1965–1971: Robert Wagner
- 1971–1979: Paul von Schilhawsky
- 1979–1983: Franz Richter Herf
- 1983–1991: Günther Bauer
- 1991–1995: Wolfgang Roscher
- 1995–2000: Klaus Ager
- 2000–2005: Roland Haas
- 2006: Gottfried Holzer-Graf
- 2006–2014: Reinhart von Gutzeit
- 2014–2016: Siegfried Mauser
- 2016: Brigitte Hütter (interimistisch)
- seit 2018: Elisabeth Gutjahr
- Im Juni 2025 wurde Constanze Wimmer vom Universitätsrat zur Rektorin ab 1. April 2026 gewählt.[9][10]

### Bekannte Studenten (Auswahl)
- Rudolf Achleitner (1864–1909)
- Andreas Altmann (* 1949), Reiseautor
- Julianne Baird (* 1952), Sopranistin
- Sven-Eric Bechtolf (* 1957), Schauspieler
- Thomas Bernhard (1931–1989), Schriftsteller
- Hans Brenner (1938–1998), Schauspieler
- Peter Blum (* 1991), Schauspieler, Regisseur (2012–2014)
- Fridolin Dallinger (1933–2020), Komponist
- Gerhart Darmstadt (* 1952), Barockcellist und Hochschullehrer
- Marios Joannou Elia (* 1978), Komponist (bis 2005)
- Lili Epply (* 1995), Schauspielerin
- Sebastian Feicht (* 1973), Schauspieler
- Heino Ferch (* 1963), Schauspieler (bis 1987)
- Herbert Feuerstein (1937–2020), Kabarettist und Entertainer (1956–1958, ohne Abschluss)
- Beatrice Frey (* 1951), Schauspielerin (1972–1975)
- Sebastian Fuchsberger (* 1971), Posaunist
- Herbert Fux (1927–2007), Schauspieler
- Walter Gabriel (* 1953), Sänger
- Bernhard Gfrerer (* 1951), Kirchenmusiker[11]
- Clemens Hagen (* 1966), Cellist
- Veronika Hagen-Di Ronza (* 1963), Bratschistin
- Leopold Hager (* 1935), Dirigent (1949–1957)
- Bodo Hell (* 1941), Schriftsteller
- Christian T. Herbst (* 1970), Biophysiker und Gesangspädagoge
- Ulrike Hofbauer, Sängerin (Sopran)
- Wolf Danny Homann (* 1990), Schauspieler
- Stefan David Hummel (* 1968), Bratschist und Komponist
- Rolf Idler (1943–2012), Schauspieler
- Ramón Jaffé (* 1962), Cellist
- Linda Joy, britische Schauspielerin und Synchronsprecherin
- Udo Jürgens (1934–2014), Sänger und Komponist
- Herbert von Karajan (1908–1989), Dirigent (1916–1926)
- Alexandra Karastoyanova-Hermentin (* 1968), Komponistin
- Kristian Kiehling (* 1976), Schauspieler
- Armin Kircher (1966–2015), Kirchenmusiker, Stiftskapellmeister
- Dieter Kober (1920–2015), Musiker, Dirigent, Gründer und Musikdirektor des Chicago Chamber Orchestra[12]
- Johanna von Koczian (1933–2024), Schauspielerin
- Gustav Kuhn (* 1945), Dirigent und Regisseur
- Uroš Lajovic (* 1944), Dirigent
- Benjamin Lang (* 1976), Komponist und Musiktheoretiker (2000–2002)
- Giorgi Latso (* 1978), Pianist und Komponist
- Luz Leskowitz (* 1943), Geiger und Dozent
- André Lislevand (* 1993), Gambist
- Horst Lohse (* 1943), Komponist (1970–1972)
- Stefan Maaß (* 1965), Schauspieler
- Axel Malzacher (* 1962), Schauspieler, Synchronsprecher, Dialogregisseur, Dialogbuchautor
- Karl Merkatz (1930–2022), Schauspieler
- Joseph Messner (1893–1969), Komponist, Domkapellmeister, Organist, Priester
- Robert Meyer (* 1953), Schauspieler
- Alexander Müllenbach (* 1949, auch: Alexander Mullenbach), Komponist und Pianist[13]
- Miroslav Nemec (* 1954), Schauspieler
- Tilo Nest (* 1960), Schauspieler
- Yascha Finn Nolting (* 1994), Schauspieler
- Camilla Nylund (* 1968), finnische Sopranistin
- Karola Obermüller (* 1977), Komponistin
- Michael Popp, Spezialist für mittelalterliche Musik
- Max Prodinger (* 1976), Tenor
- Philipp Preuss (* 1974), Regisseur
- Josef Resl (* 1956), Schlagzeuger und Komponist
- Simon Reitmaier, Klarinettist
- Seda Röder (* 1980), Pianistin (2001–2006)
- Nikolaus Schapfl (* 1963), Komponist
- Benjamin Schmid (* 1968), Violinist
- Michael Schottenberg (* 1952), Schauspieler und Regisseur (1971–1974)
- Birte Schrein (* 1969), Schauspielerin
- Georg Schuchter (1952–2001), Schauspieler
- Kriemhild Maria Siegel (* 1972), Sopranistin
- Ludwig Skumautz (1929–1987), Schauspieler und Regisseur
- Peter Sonn (* 1976), Tenor
- Andrea Spatzek (* 1959), Schauspielerin
- Christian Spatzek (* 1956), Schauspieler
- Michael Stenov (* 1962), Komponist und Kirchenmusiker
- Sebastian Ströbel (* 1977), Schauspieler
- Laurence Traiger (1956–2024), Komponist
- Klemens Vereno (* 1957), Komponist
- Kurt Weinzierl (1931–2008), Schauspieler (1948–1951)
- Gerhard Wimberger (1923–2016), Komponist (1940–1947)
- Sebastian Winkler (* 1982), Schauspieler
- Julia Wissert (* 1984), Regisseurin (2011–2014/15)
- Erwin Wurm (* 1954), Bildhauer (1977-1979)
- Thomas Zehetmair (* 1961), Violinist

### Bekannte Professoren (Auswahl)
- Peter Arnesen, Jazz-Pianist, Komponist, Arrangeur
- Ruedi Arnold (1945–2014), Bildhauer
- Juliane Banse (* 1969), Sängerin
- Florian Birsak (* 1972), Cembalist, historische Tasteninstrumente[14]
- Barbara Bonney (* 1956), Opernsängerin und Gesangspädagogin
- Alois Brandhofer (* 1951), Klarinettist
- Horiana Brănișteanu (* 1942), Opernsängerin
- Cesar Bresgen (1913–1988), Komponist
- Wolfgang Brunner (* 1958), Pianist, historische Tasteninstrumente
- Michèle Crider (* 1959), Sängerin
- Johann Nepomuk David (1895–1977), Komponist, Chorleiter und Dirigent
- Anton Dawidowicz (1910–1993), Musikpädagoge, Kapellmeister und Komponist
- Josef Friedrich Doppelbauer (1918–1989), Komponist, Organist und Chorleiter
- Michael Ebert (* 1959), Cembalist und Musikpädagoge
- Eliot Fisk (* 1954), Gitarrist
- Stan Ford, Pianist[15]
- Erika Frieser (1927–2011), Pianistin
- Hans Gansch (* 1953), Trompeter
- Pavel Gililov (* 1950), Pianist
- Andreas Groethuysen (* 1956), Pianist
- Martin Grubinger (* 1983), Schlagzeuger
- Jan G. Grünwald (* 1974), Kunstpädagoge
- Clemens Hagen (* 1966), Cellist
- Lukas Hagen (* 1962), Violinist
- Veronika Hagen (* 1963), Bratschistin
- Leopold Hager (* 1935), Musiker und Dirigent
- Nikolaus Harnoncourt (1929–2016), Dirigent, Cellist, Musikschriftsteller
- Albert Hartinger (1946–2020), Sänger und Dirigent
- Walter Haseke (1918–2011), Musikwissenschaftler, Bibliothekar[16]
- Dietrich Haugk (1925–2015), Regisseur, Schauspieler, Drehbuchautor, Hörspiel- und Synchronsprecher
- Franz Richter Herf (1920–1989), Komponist, Kapellmeister und Musiktheoretiker
- Andreas Martin Hofmeir (* 1978), Tubist
- Adriana Hölszky (* 1953), Komponistin und Pianistin
- Wolfgang Holzmair (* 1952), Opern- und Operettensänger
- Karl Kamper, Dirigent, Chorleitung
- Karl-Heinz Kämmerling (1930–2012), Klavierpädagoge
- Angelika Kirchschlager (* 1965), Sängerin und Gesangspädagogin
- Hans Leygraf (1920–2011), Pianist, Komponist und Dirigent
- Wilma Lipp (1925–2019), Opernsängerin
- Hannfried Lucke (* 1964), Organist
- Rolf Maedel (1917–2000), Komponist, Dirigent und Musiktheoretiker
- Tristan Murail (* 1947), Komponist
- Elly Ney (1882–1968), Pianistin
- Sarah Nemtsov (* 1980), Komponistin
- Dorothee Oberlinger (* 1969), Blockflötistin und Dirigentin
- Oswald Panagl (* 1939), Sprach- und Literaturwissenschafter sowie klassischer Philologe und Musikwissenschaftler
- Bernhard Paumgartner (1887–1971), Dirigent, Komponist und Musikwissenschaftler, Pädagoge (Präsident ab 1917)
- Felix Petyrek (1892–1951), Komponist und Pianist
- Alexander von Pfeil (* 1970), Musiktheater-Regisseur
- Rolf Plagge (* 1959), Pianist[17]
- Ildikó Raimondi (* 1962), Sängerin
- Imre Rohmann (* 1953), Pianist
- Gerhard Röthler (1920–1999), Musiker, Musikwissenschaftler und Musiklehrer
- Hans-Joachim Rotzsch (1929–2013), Sänger und Chorleiter
- Jacques Rouvier (* 1947), Pianist
- Andreas Schablas, Klarinettist[18]
- Bogusław Schaeffer (1929–2019), Komponist, Musikwissenschaftler, Musikpädagoge und Autor
- Heinrich Schiff (1951–2016), Cellist und Dirigent
- Benjamin Schmid (* 1968), Geiger
- Connie Shih, Pianistin
- Karl Steininger (* 1956), Trompeter, Barocktrompeter
- Otmar Suitner (1922–2010), Konzert- und Operndirigent
- Claudius Tanski (1959), Pianist
- Gerhard Wimberger (1923–2016), Komponist und Dirigent
- Robert D. Levin (* 1947), Pianist, Musikpädagoge und -wissenschaftler

### Ehrenträger
Zu den Honoratioren zählen neben den unten genannten Persönlichkeiten auch 52 Personen, die von der Universität Mozarteum mit einer Goldenen oder Silbernen Ehrenmedaille ausgezeichnet wurden (Stand Oktober 2019).
Ehrenmitglieder

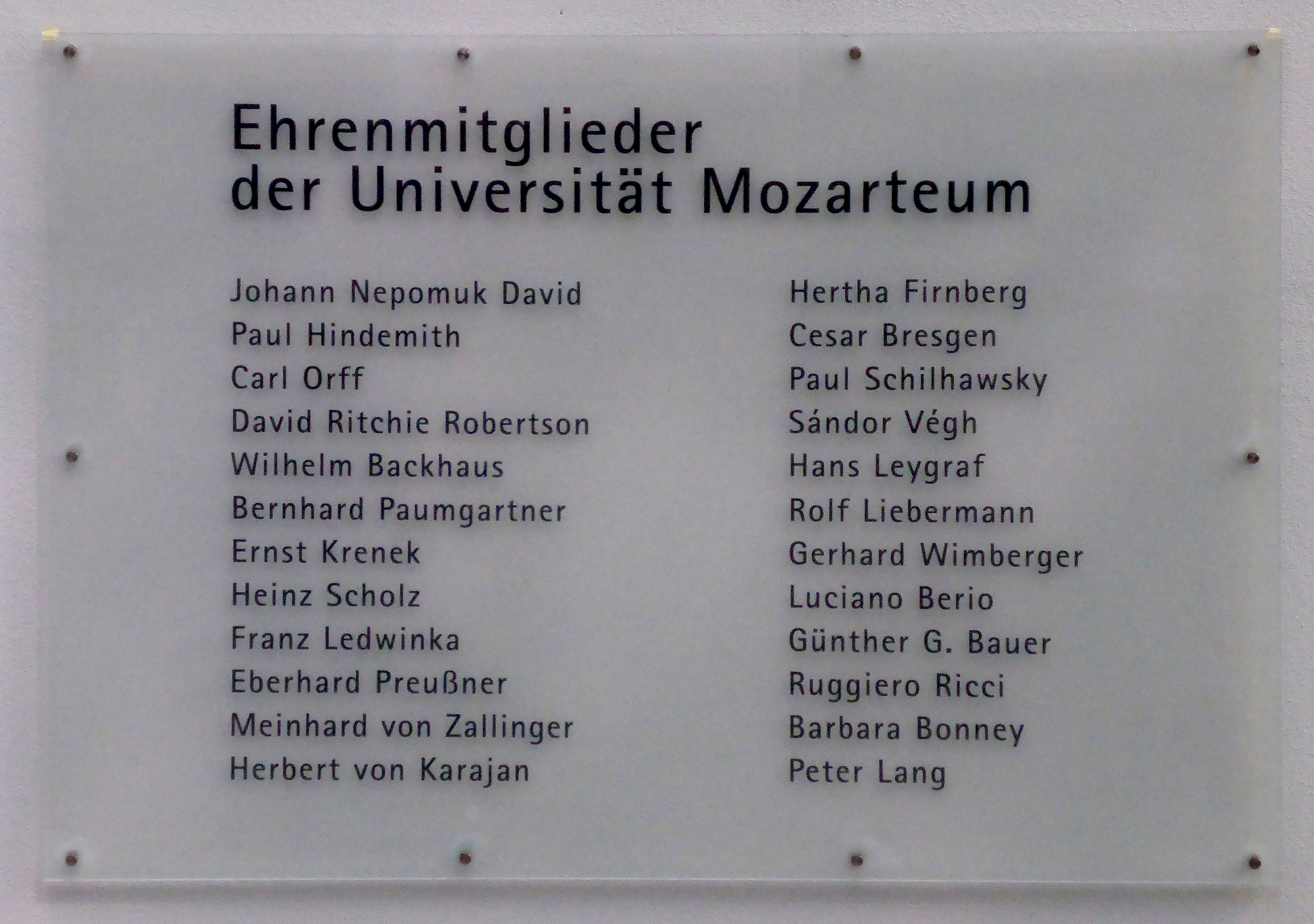
Ehrentafel der Ehrenmitglieder der Universität Mozarteum

- Wilhelm Backhaus (1884–1969, seit 1967)
- Günther G. Bauer (1928–2020, seit 1998), Ehrenring (2008)
- Luciano Berio (1925–2003, seit 1993)
- Barbara Bonney (* 1956, seit 2013)
- Cesar Bresgen (1913–1988, seit 1984)
- Johann Nepomuk David (1895–1977, seit 1960)
- Hertha Firnberg (1909–1994, seit 1983)
- Paul Hindemith (1895–1963, seit 1960)
- Herbert von Karajan (1908–1989, seit 1978)
- Ernst Krenek (1900–1991, seit 1970)
- Peter Lang (seit 2013)
- Franz Ledwinka (1883–1972, seit 1972)
- Hans Leygraf (1920–2011, seit 1988)
- Rolf Liebermann (1910–1999, seit 1989)
- Carl Orff (1895–1982, seit 1960)
- Bernhard Paumgartner (1887–1971, seit 1967)
- Eberhard Preussner (1899–1964, seit 1975)
- Ruggiero Ricci (1918–2012, seit 1998)
- David Ritchie Robertson (seit 1960) †
- Paul Schilhawsky (seit 1985) †
- Heinz Scholz (seit 1972) †
- Sándor Végh (1912–1997, seit 1987)
- Gerhard Wimberger (1923–2016, seit 1992)
- Meinhard von Zallinger (1897–1990, seit 1976)

Weitere Ehrenträger
- Nikolaus Harnoncourt (1929–2016), Ehrendoktor (seit 2008)
- Martin Brenner, Ehrenbürger (seit 2003)
- Max W. Schlereth, Ehrensenator (seit 2002)